# Lisa Murkowski
Lisa Ann Murkowski (Ketchikan, 22 de maio de 1957) é uma política norte-americana do estado do Alasca. Integrante do Partido Republicano, foi nomeada senadora pelo governador, e seu pai, Frank Murkowski, em 2002. É a única mulher eleita para o Congresso de seu estado, além de ser a primeira senadora nascida no Alasca. 

## Família e carreira
Lisa Murkowski nasceu em Ketchikan, Alasca, filha de Nancy Murkowski e Frank Murkowski. Seu avô paterno era descendente de poloneses e sua mãe tinha ascendência irlandesa e francesa do Canadá. Quando era criança, ela e sua família se mudou para o Estado, devido ao trabalho de seu pai. Frank Murkowski trabalhou no setor bancário, até que foi eleito para o Senado em 1980.
Murkowski formou-se em economia pela Universidade de Georgetown, em 1980, e obteve o doutorado na Universidade College of Law, em 1985.
Lisa tornou-se membra da Ordem dos Advogados do Alasca em 1987. Ela era uma advogada em Anchorage, no Alasca, entre 1985 e 1998.

## Senadora dos Estados Unidos

### Comitês
- Comitê de Apropriações[7]
- Subcomissão de Comércio, Justiça, Ciência e Agências Relacionadas[8]
- Subcomissão de Segurança Interna[9]
- Subcomissão da Administração Interna, do Ambiente e Agências Relacionadas
- Subcomissão sobre Poder Legislativo[10]
- Subcomissão da construção militar dos Assuntos dos Veteranos e Agências Relacionadas[11]
- Comissão da Energia e dos Recursos Naturais[12]
- Comissão de Saúde, Educação, Trabalho e Pensões[13]
- Subcomissão sobre Crianças e Famílias[14]
- Subcomissão de Segurança do Emprego e Trabalho[15]
- Comissão dos Assuntos Indígenas[16]